# Elecciones municipales de 2015 en la provincia de Jaén
Las elecciones municipales de 2015 en la provincia de Jaén se celebraron el 24 de mayo. En la mayor parte de los municipios jiennenses, en las pasadas elecciones de 2011, se impuso el Partido Socialista Obrero Español mientras que en la capital, el Partido Popular conquistó el 51,78% de los votos, que le dieron la mayoría absoluta con 16 ediles (tres más que en 2007). El Partido Socialista Obrero Español se desplomó hasta el 35,05% (10 concejales, dos menos) e Izquierda Unida el 5,94% (1, uno menos). UPyD (que debutaba en unos comicios locales) no consiguió entrar en el Ayuntamiento de Jaén aun obteniendo el 3,19% de los votos. El Partido Andalucista alcanzó representación en numerosos Ayuntamientos de la provincia, no en el de Jaén, y fue clave en alguno de ellos en la elección del alcalde.
En el siguiente mapa, se muestran las mayorías absolutas y simples conseguidas por los diferentes partidos en cada municipio.
Anexo:Elecciones municipales de Jaén de 2015

## Resultados electorales

### Resultados globales
| Elecciones municipales de la provincia de Jaén en 2015 |         |           |            |            |
| Partido                                                | Votos   | Variación | Porcentaje | Concejales |
| Participación                                          | 361.462 | 5,32%     | 68,88%     | 1113       |
| Voto en blanco                                         | 4.911   | 0,33%     | 1,38%      | -          |
| Votos nulos                                            | 6.605   | 0,33%     | 1,83%      | -          |
| Partidos:                                              | -       | -         | -          | -          |
| PSOE                                                   | 153.993 | 2,47%     | 43,4%      | 575        |
| PP                                                     | 112.295 | 6,28%     | 31,65%     | 355        |
| IULV-CA                                                | 31.230  | 0,61%     | 8,8%       | 84         |
| Cs                                                     | 12.685  | 3,57%     | 3,57%      | 10         |
| PA                                                     | 12.324  | 0,83%     | 3,47%      | 34         |

### Resultados en los principales municipios
En la siguiente tabla se muestran los resultados electorales en los municipios más habitados de la provincia de Jaén.
| Municipio                 | Municipio                              | Alcalde y gobierno municipal saliente                                     | Partido | Votos  | %      | Concejales | +/- | Alcalde y gobierno municipal electo                                       |
| ------------------------- | -------------------------------------- | ------------------------------------------------------------------------- | ------- | ------ | ------ | ---------- | --- | ------------------------------------------------------------------------- |
|                           | Jaén 27 concejales                     | - Alcalde: José Enrique Fernández de Moya (PP) - Gobierno municipal: PP   | PP      | 21.129 | 38,38% | 12         | 4   | - Alcalde: José Enrique Fernández de Moya (PP) - Gobierno municipal: PP   |
| PSOE                      | Jaén 27 concejales                     | - Alcalde: José Enrique Fernández de Moya (PP) - Gobierno municipal: PP   | 16.249  | 29,52% | 9      | 1          |     | - Alcalde: José Enrique Fernández de Moya (PP) - Gobierno municipal: PP   |
| C's                       | Jaén 27 concejales                     | - Alcalde: José Enrique Fernández de Moya (PP) - Gobierno municipal: PP   | 6.240   | 11,33% | 3      | 3          |     | - Alcalde: José Enrique Fernández de Moya (PP) - Gobierno municipal: PP   |
| Jaén en Común             | Jaén 27 concejales                     | - Alcalde: José Enrique Fernández de Moya (PP) - Gobierno municipal: PP   | 5.698   | 10,35% | 3      | 3          |     | - Alcalde: José Enrique Fernández de Moya (PP) - Gobierno municipal: PP   |
| IULV-CA                   | Jaén 27 concejales                     | - Alcalde: José Enrique Fernández de Moya (PP) - Gobierno municipal: PP   | 2.250   | 4,09%  | 0      | 1          |     | - Alcalde: José Enrique Fernández de Moya (PP) - Gobierno municipal: PP   |
|                           | Linares 25 concejales                  | - Alcalde: Juan Fernández Gutiérrez (PSOE) - Gobierno municipal: PSOE     | PSOE    | 9.289  | 36,11% | 10         | 1   | - Alcalde: Juan Fernández Gutiérrez (PSOE) - Gobierno municipal: PSOE     |
| PP                        | Linares 25 concejales                  | - Alcalde: Juan Fernández Gutiérrez (PSOE) - Gobierno municipal: PSOE     | 7.333   | 28,5%  | 8      | 3          |     | - Alcalde: Juan Fernández Gutiérrez (PSOE) - Gobierno municipal: PSOE     |
| IULV-CA                   | Linares 25 concejales                  | - Alcalde: Juan Fernández Gutiérrez (PSOE) - Gobierno municipal: PSOE     | 3.745   | 14,56% | 4      | 1          |     | - Alcalde: Juan Fernández Gutiérrez (PSOE) - Gobierno municipal: PSOE     |
| C's                       | Linares 25 concejales                  | - Alcalde: Juan Fernández Gutiérrez (PSOE) - Gobierno municipal: PSOE     | 2.425   | 9,43%  | 2      | 2          |     | - Alcalde: Juan Fernández Gutiérrez (PSOE) - Gobierno municipal: PSOE     |
| CILUS                     | Linares 25 concejales                  | - Alcalde: Juan Fernández Gutiérrez (PSOE) - Gobierno municipal: PSOE     | 1.516   | 5,89%  | 1      | 1          |     | - Alcalde: Juan Fernández Gutiérrez (PSOE) - Gobierno municipal: PSOE     |
|                           | Andújar 21 concejales                  | - Alcalde: Jesús Estrella (PP) - Gobierno municipal: PP                   | PSOE    | 8.361  | 43,7%  | 10         | 2   | - Alcalde: Francisco Huertas (PSOE) - Gobierno municipal: PSOE            |
| PP                        | Andújar 21 concejales                  | - Alcalde: Jesús Estrella (PP) - Gobierno municipal: PP                   | 7.083   | 37,02% | 9      | 2          |     | - Alcalde: Francisco Huertas (PSOE) - Gobierno municipal: PSOE            |
| IULV-CA                   | Andújar 21 concejales                  | - Alcalde: Jesús Estrella (PP) - Gobierno municipal: PP                   | 1.282   | 6,7%   | 1      | 0          |     | - Alcalde: Francisco Huertas (PSOE) - Gobierno municipal: PSOE            |
| PA                        | Andújar 21 concejales                  | - Alcalde: Jesús Estrella (PP) - Gobierno municipal: PP                   | 1.208   | 6,31%  | 1      | 0          |     | - Alcalde: Francisco Huertas (PSOE) - Gobierno municipal: PSOE            |
|                           | Úbeda 21 concejales                    | - Alcalde: José Robles (PP) - Gobierno municipal: PP                      | PSOE    | 7.830  | 44,42% | 12         | 5   | - Alcaldesa: Antonia Olivares (PSOE) - Gobierno municipal: PSOE           |
| PP                        | Úbeda 21 concejales                    | - Alcalde: José Robles (PP) - Gobierno municipal: PP                      | 4.836   | 27,44% | 7      | 2          |     | - Alcaldesa: Antonia Olivares (PSOE) - Gobierno municipal: PSOE           |
| IULV-CA                   | Úbeda 21 concejales                    | - Alcalde: José Robles (PP) - Gobierno municipal: PP                      | 1.268   | 7,19%  | 1      | 1          |     | - Alcaldesa: Antonia Olivares (PSOE) - Gobierno municipal: PSOE           |
| PA                        | Úbeda 21 concejales                    | - Alcalde: José Robles (PP) - Gobierno municipal: PP                      | 1.216   | 6,9%   | 1      | 0          |     | - Alcaldesa: Antonia Olivares (PSOE) - Gobierno municipal: PSOE           |
| IP de U                   | Úbeda 21 concejales                    | - Alcalde: José Robles (PP) - Gobierno municipal: PP                      | 759     | 4,31%  | 0      | 2          |     | - Alcaldesa: Antonia Olivares (PSOE) - Gobierno municipal: PSOE           |
|                           | Martos 21 concejales                   | - Alcalde: Francisco Delgado (PP) - Gobierno municipal: PP                | PSOE    | 5.931  | 50,46% | 11         | 3   | - Alcalde: Víctor Manuel Torres (PSOE) - Gobierno municipal: PSOE         |
| PP                        | Martos 21 concejales                   | - Alcalde: Francisco Delgado (PP) - Gobierno municipal: PP                | 2.905   | 24,71% | 5      | 1          |     | - Alcalde: Víctor Manuel Torres (PSOE) - Gobierno municipal: PSOE         |
| PA                        | Martos 21 concejales                   | - Alcalde: Francisco Delgado (PP) - Gobierno municipal: PP                | 2.061   | 17,53% | 4      | 2          |     | - Alcalde: Víctor Manuel Torres (PSOE) - Gobierno municipal: PSOE         |
| IULV-CA                   | Martos 21 concejales                   | - Alcalde: Francisco Delgado (PP) - Gobierno municipal: PP                | 698     | 5,94%  | 1      | 0          |     | - Alcalde: Víctor Manuel Torres (PSOE) - Gobierno municipal: PSOE         |
|                           | Alcalá la Real 21 concejales           | - Alcalde: Carlos Antonio Hinojosa (PSOE) - Gobierno municipal: PSOE      | PSOE    | 6235   | 53,55% | 11         | 0   | - Alcalde: Carlos Antonio Hinojosa (PSOE) - Gobierno municipal: PSOE      |
| PP                        | Alcalá la Real 21 concejales           | - Alcalde: Carlos Antonio Hinojosa (PSOE) - Gobierno municipal: PSOE      | 4164    | 35,76% | 8      | 1          |     | - Alcalde: Carlos Antonio Hinojosa (PSOE) - Gobierno municipal: PSOE      |
| IULV-CA                   | Alcalá la Real 21 concejales           | - Alcalde: Carlos Antonio Hinojosa (PSOE) - Gobierno municipal: PSOE      | 1110    | 9,53%  | 2      | 1          |     | - Alcalde: Carlos Antonio Hinojosa (PSOE) - Gobierno municipal: PSOE      |
|                           | Bailén 17 concejales                   | - Alcalde: Simona Villar (PSOE) - Gobierno municipal: PSOE                | PP      | 3217   | 37,56% | 7          | 1   | - Alcalde: Luis Mariano Camacho (PP) - Gobierno municipal: PP             |
| PSOE                      | Bailén 17 concejales                   | - Alcalde: Simona Villar (PSOE) - Gobierno municipal: PSOE                | 2539    | 29,65% | 6      | 2          |     | - Alcalde: Luis Mariano Camacho (PP) - Gobierno municipal: PP             |
| AIBAILEN                  | Bailén 17 concejales                   | - Alcalde: Simona Villar (PSOE) - Gobierno municipal: PSOE                | 1368    | 15,97% | 3      | 1          |     | - Alcalde: Luis Mariano Camacho (PP) - Gobierno municipal: PP             |
| TÚ PUEDES BAILÉN          | Bailén 17 concejales                   | - Alcalde: Simona Villar (PSOE) - Gobierno municipal: PSOE                | 701     | 8,19%  | 1      | 1          |     | - Alcalde: Luis Mariano Camacho (PP) - Gobierno municipal: PP             |
|                           | Baeza 17 concejales                    | - Alcalde: Leocadio Marín (PSOE) - Gobierno municipal: PSOE               | PSOE    | 3993   | 42,85% | 8          | 0   | - Alcalde: María Dolores Marín (PSOE) - Gobierno municipal: PSOE          |
| PP                        | Baeza 17 concejales                    | - Alcalde: Leocadio Marín (PSOE) - Gobierno municipal: PSOE               | 3069    | 32,94% | 6      | 2          |     | - Alcalde: María Dolores Marín (PSOE) - Gobierno municipal: PSOE          |
| C's                       | Baeza 17 concejales                    | - Alcalde: Leocadio Marín (PSOE) - Gobierno municipal: PSOE               | 1170    | 11,48% | 2      | 2          |     | - Alcalde: María Dolores Marín (PSOE) - Gobierno municipal: PSOE          |
| IULV-CA                   | Baeza 17 concejales                    | - Alcalde: Leocadio Marín (PSOE) - Gobierno municipal: PSOE               | 634     | 6,80%  | 1      | 0          |     | - Alcalde: María Dolores Marín (PSOE) - Gobierno municipal: PSOE          |
|                           | La Carolina 17 concejales              | - Alcalde: Francisco Gallarín (PP) - Gobierno municipal: PP               | PSOE    | 3945   | 42,80% | 8          | 1   | - Alcalde: Yolanda Reche (PSOE) - Gobierno municipal: PSOE                |
| PP                        | La Carolina 17 concejales              | - Alcalde: Francisco Gallarín (PP) - Gobierno municipal: PP               | 3454    | 37,47% | 7      | 2          |     | - Alcalde: Yolanda Reche (PSOE) - Gobierno municipal: PSOE                |
| P.I.N.P                   | La Carolina 17 concejales              | - Alcalde: Francisco Gallarín (PP) - Gobierno municipal: PP               | 977     | 10,70% | 1      | 0          |     | - Alcalde: Yolanda Reche (PSOE) - Gobierno municipal: PSOE                |
| IULV-CA                   | La Carolina 17 concejales              | - Alcalde: Francisco Gallarín (PP) - Gobierno municipal: PP               | 700     | 7,59%  | 1      | 1          |     | - Alcalde: Yolanda Reche (PSOE) - Gobierno municipal: PSOE                |
|                           | Torredelcampo 17 concejales            | - Alcalde: Francisca Medina (PSOE) - Gobierno municipal: PSOE             | PSOE    | 4126   | 57,75% | 11         | 4   | - Alcalde: Francisca Medina (PSOE) - Gobierno municipal: PSOE             |
| PP                        | Torredelcampo 17 concejales            | - Alcalde: Francisca Medina (PSOE) - Gobierno municipal: PSOE             | 1354    | 18,95% | 3      | 2          |     | - Alcalde: Francisca Medina (PSOE) - Gobierno municipal: PSOE             |
| IULV-CA                   | Torredelcampo 17 concejales            | - Alcalde: Francisca Medina (PSOE) - Gobierno municipal: PSOE             | 1095    | 15,33% | 2      | 0          |     | - Alcalde: Francisca Medina (PSOE) - Gobierno municipal: PSOE             |
| C's                       | Torredelcampo 17 concejales            | - Alcalde: Francisca Medina (PSOE) - Gobierno municipal: PSOE             | 440     | 6,16%  | 1      | 1          |     | - Alcalde: Francisca Medina (PSOE) - Gobierno municipal: PSOE             |
|                           | Torredonjimeno 17 concejales           | - Alcalde: María Isabel Lozano (PP) - Gobierno municipal: PP              | PP      | 2660   | 32,97% | 6          | 0   | - Alcalde: Juan Ortega (IU) - Gobierno municipal: IULV-CA                 |
| IULV-CA                   | Torredonjimeno 17 concejales           | - Alcalde: María Isabel Lozano (PP) - Gobierno municipal: PP              | 2409    | 29,86% | 5      | 1          |     | - Alcalde: Juan Ortega (IU) - Gobierno municipal: IULV-CA                 |
| PSOE                      | Torredonjimeno 17 concejales           | - Alcalde: María Isabel Lozano (PP) - Gobierno municipal: PP              | 2204    | 27,32% | 5      | 0          |     | - Alcalde: Juan Ortega (IU) - Gobierno municipal: IULV-CA                 |
| PA                        | Torredonjimeno 17 concejales           | - Alcalde: María Isabel Lozano (PP) - Gobierno municipal: PP              | 457     | 5,66%  | 1      | 1          |     | - Alcalde: Juan Ortega (IU) - Gobierno municipal: IULV-CA                 |
|                           | Jódar 17 concejales                    | - Alcalde: José Luis Hidalgo (PSOE) - Gobierno municipal: PSOE            | PSOE    | 4.094  | 58,54% | 11         | 1   | - Alcalde: José Luis Hidalgo (PSOE) - Gobierno municipal: PSOE            |
| IULV-CA                   | Jódar 17 concejales                    | - Alcalde: José Luis Hidalgo (PSOE) - Gobierno municipal: PSOE            | 1.389   | 19,86% | 3      | 3          |     | - Alcalde: José Luis Hidalgo (PSOE) - Gobierno municipal: PSOE            |
| Ganemos Jódar             | Jódar 17 concejales                    | - Alcalde: José Luis Hidalgo (PSOE) - Gobierno municipal: PSOE            | 619     | 8,85%  | 1      | 1          |     | - Alcalde: José Luis Hidalgo (PSOE) - Gobierno municipal: PSOE            |
| PA                        | Jódar 17 concejales                    | - Alcalde: José Luis Hidalgo (PSOE) - Gobierno municipal: PSOE            | 424     | 6,06%  | 1      | 1          |     | - Alcalde: José Luis Hidalgo (PSOE) - Gobierno municipal: PSOE            |
| PP                        | Jódar 17 concejales                    | - Alcalde: José Luis Hidalgo (PSOE) - Gobierno municipal: PSOE            | 398     | 5,69%  | 1      | 0          |     | - Alcalde: José Luis Hidalgo (PSOE) - Gobierno municipal: PSOE            |
|                           | Villacarrillo 17 concejales            | - Alcalde: Julián Gilabert (PP) - Gobierno municipal: PP                  | PP      | 2769   | 44,47% | 8          | 1   | - Alcalde: Francisco Miralles (PP) - Gobierno municipal: PP               |
| PSOE                      | Villacarrillo 17 concejales            | - Alcalde: Julián Gilabert (PP) - Gobierno municipal: PP                  | 2308    | 37,06% | 7      | 0          |     | - Alcalde: Francisco Miralles (PP) - Gobierno municipal: PP               |
| PLCV                      | Villacarrillo 17 concejales            | - Alcalde: Julián Gilabert (PP) - Gobierno municipal: PP                  | 638     | 10,25% | 1      | 1          |     | - Alcalde: Francisco Miralles (PP) - Gobierno municipal: PP               |
| F.A.D.I                   | Villacarrillo 17 concejales            | - Alcalde: Julián Gilabert (PP) - Gobierno municipal: PP                  | 423     | 6,79%  | 1      | 0          |     | - Alcalde: Francisco Miralles (PP) - Gobierno municipal: PP               |
|                           | Alcaudete 17 concejales                | - Alcalde: Valeriano Martín (PSOE) - Gobierno municipal: PSOE             | PSOE    | 3931   | 66,53% | 12         | 1   | - Alcalde: Valeriano Martín (PSOE) - Gobierno municipal: PSOE             |
| PP                        | Alcaudete 17 concejales                | - Alcalde: Valeriano Martín (PSOE) - Gobierno municipal: PSOE             | 1542    | 26,1%  | 5      | 1          |     | - Alcalde: Valeriano Martín (PSOE) - Gobierno municipal: PSOE             |
|                           | Mancha Real 17 concejales              | - Alcalde: Micaela Martínez (PSOE) - Gobierno municipal: PSOE             | PP      | 2145   | 35,92% | 6          | 2   | - Alcalde: Mar Dávila (PP) - Gobierno municipal: PP                       |
| PSOE                      | Mancha Real 17 concejales              | - Alcalde: Micaela Martínez (PSOE) - Gobierno municipal: PSOE             | 1972    | 33,02% | 6      | 2          |     | - Alcalde: Mar Dávila (PP) - Gobierno municipal: PP                       |
| Mancha Real se mueve      | Mancha Real 17 concejales              | - Alcalde: Micaela Martínez (PSOE) - Gobierno municipal: PSOE             | 931     | 15,59% | 3      | 3          |     | - Alcalde: Mar Dávila (PP) - Gobierno municipal: PP                       |
| ADEM                      | Mancha Real 17 concejales              | - Alcalde: Micaela Martínez (PSOE) - Gobierno municipal: PSOE             | 498     | 8,34%  | 1      | 1          |     | - Alcalde: Mar Dávila (PP) - Gobierno municipal: PP                       |
| IULV-CA                   | Mancha Real 17 concejales              | - Alcalde: Micaela Martínez (PSOE) - Gobierno municipal: PSOE             | 330     | 5,53%  | 1      | 0          |     | - Alcalde: Mar Dávila (PP) - Gobierno municipal: PP                       |
|                           | Mengíbar 13 concejales                 | - Alcalde: Gil Beltrán (PSOE) - Gobierno municipal: PSOE                  | PSOE    | 2799   | 57,90% | 8          | 1   | - Alcalde: Juan Bravo Sosa (PSOE) - Gobierno municipal: PSOE              |
| PP                        | Mengíbar 13 concejales                 | - Alcalde: Gil Beltrán (PSOE) - Gobierno municipal: PSOE                  | 1939    | 40,11% | 5      | 1          |     | - Alcalde: Juan Bravo Sosa (PSOE) - Gobierno municipal: PSOE              |
|                           | Villanueva del Arzobispo 13 concejales | - Alcalde: Gabriel Fajardo (PSOE) - Gobierno municipal: PSOE              | PSOE    | 1454   | 34,12% | 5          | 1   | - Alcalde: María Isabel Rescalvo (AEIV) - Gobierno municipal: AEIV        |
| AEIV                      | Villanueva del Arzobispo 13 concejales | - Alcalde: Gabriel Fajardo (PSOE) - Gobierno municipal: PSOE              | 1149    | 26,96% | 3      | 1          |     | - Alcalde: María Isabel Rescalvo (AEIV) - Gobierno municipal: AEIV        |
| Asociación por Villanueva | Villanueva del Arzobispo 13 concejales | - Alcalde: Gabriel Fajardo (PSOE) - Gobierno municipal: PSOE              | 881     | 20,67% | 3      | 1          |     | - Alcalde: María Isabel Rescalvo (AEIV) - Gobierno municipal: AEIV        |
| PP                        | Villanueva del Arzobispo 13 concejales | - Alcalde: Gabriel Fajardo (PSOE) - Gobierno municipal: PSOE              | 704     | 16,52% | 2      | 0          |     | - Alcalde: María Isabel Rescalvo (AEIV) - Gobierno municipal: AEIV        |
|                           | Cazorla 13 concejales                  | - Alcalde: Antonio José Rodríguez Viñas (PSOE) - Gobierno municipal: PSOE | PSOE    | 2484   | 59,87% | 8          | 1   | - Alcalde: Antonio José Rodríguez Viñas (PSOE) - Gobierno municipal: PSOE |
| PP                        | Cazorla 13 concejales                  | - Alcalde: Antonio José Rodríguez Viñas (PSOE) - Gobierno municipal: PSOE | 1140    | 27,48% | 4      | 0          |     | - Alcalde: Antonio José Rodríguez Viñas (PSOE) - Gobierno municipal: PSOE |
| IULV-CA                   | Cazorla 13 concejales                  | - Alcalde: Antonio José Rodríguez Viñas (PSOE) - Gobierno municipal: PSOE | 451     | 10,87% | 1      | 0          |     | - Alcalde: Antonio José Rodríguez Viñas (PSOE) - Gobierno municipal: PSOE |
|                           | Torreperogil 13 concejales             | - Alcalde: José Caballero (PSOE) - Gobierno municipal: PSOE               | PSOE    | 2183   | 51,61% | 7          | 1   | - Alcalde: José Ruiz Villar (PSOE) - Gobierno municipal: PSOE             |
| Entre Todos               | Torreperogil 13 concejales             | - Alcalde: José Caballero (PSOE) - Gobierno municipal: PSOE               | 853     | 20,17% | 3      | 3          |     | - Alcalde: José Ruiz Villar (PSOE) - Gobierno municipal: PSOE             |
| PP                        | Torreperogil 13 concejales             | - Alcalde: José Caballero (PSOE) - Gobierno municipal: PSOE               | 554     | 12,17% | 2      | 0          |     | - Alcalde: José Ruiz Villar (PSOE) - Gobierno municipal: PSOE             |
| AET                       | Torreperogil 13 concejales             | - Alcalde: José Caballero (PSOE) - Gobierno municipal: PSOE               | 519     | 12,27% | 1      | 1          |     | - Alcalde: José Ruiz Villar (PSOE) - Gobierno municipal: PSOE             |
|                           | Marmolejo 13 concejales                | - Alcalde: Bartolomé Soriano (IU) - Gobierno municipal: IULV-CA           | PSOE    | 2434   | 53,17% | 8          | 2   | - Alcalde: Manuel Lozano (PSOE) - Gobierno municipal: PSOE                |
| PP                        | Marmolejo 13 concejales                | - Alcalde: Bartolomé Soriano (IU) - Gobierno municipal: IULV-CA           | 662     | 14,46% | 2      | 2          |     | - Alcalde: Manuel Lozano (PSOE) - Gobierno municipal: PSOE                |
| AEMSI                     | Marmolejo 13 concejales                | - Alcalde: Bartolomé Soriano (IU) - Gobierno municipal: IULV-CA           | 593     | 12,95% | 1      | 1          |     | - Alcalde: Manuel Lozano (PSOE) - Gobierno municipal: PSOE                |
| PA                        | Marmolejo 13 concejales                | - Alcalde: Bartolomé Soriano (IU) - Gobierno municipal: IULV-CA           | 482     | 10,53% | 1      | 1          |     | - Alcalde: Manuel Lozano (PSOE) - Gobierno municipal: PSOE                |
| C's                       | Marmolejo 13 concejales                | - Alcalde: Bartolomé Soriano (IU) - Gobierno municipal: IULV-CA           | 368     | 8,04%  | 1      | 1          |     | - Alcalde: Manuel Lozano (PSOE) - Gobierno municipal: PSOE                |